# Kakegurui
A Kakegurui (賭ケグルイ; angol nyelvterületen gyakran Kakegurui – Compulsive Gambler) japán mangasorozat, amelyet Kavamoto Homura ír és Naomura Tóru illusztrál. A Square Enix Gangan Joker antológiájában jelenik meg 2014 márciusától, és a fejezeteket 2021 októberéig tizenöt tankóbon kötetbe gyűjtve adták ki. Észak-Amerikában a Yen Press licencelte a manga angol nyelvű kiadását. A fő mangasorozat mellett több spin-off mangát is inspirált, köztük egy előzménysorozatot Kakegurui Twin címmel.
A Kakegurui története a Hjakkaó Magánakadémián játszódik, Japán egyik legrangosabb iskolájában, ahol a normál iskolákkal ellentétben a hierarchiát a szerencsejáték határozza meg. Dzsabami Jumeko egy cserediák, akinek gyönyörű, ártatlan ábrázata pszichotikus szerencsejáték-függőt rejt, aki nagy téttel játszik. Az, hogy Jumeko éles eszével képes átlátni a legerősebb diákok csalási módszerein is, azzal fenyeget, hogy pusztán az izgalom kedvéért lerombolja az iskola torz hierarchiáját.
Egy televíziós anime-feldolgozást, amelyet a MAPPA stúdió készített, 2017 júliusától szeptemberéig vetítettek Japánban. A második évadot Kakegurui ×× címmel adták 2019 januárja és márciusa között. Az animesorozat forgalmazási és vetítési jogait Japánon kívül, így Magyarországon is, a Netflix szerezte meg. 2022 augusztusában a Kakegurui Twin egy ONA-feldolgozását is bemutatták a Netflixen, Magyarországon Kakegurui ikrek címmel.
A Square Enix 2017 augusztusában, illetve 2019 márciusában két, a mangán alapuló light novelt adott ki. Egy élőszereplős drámasorozat első évadát 2018 januárja és márciusa között vetítették Japánban, míg a második évadot 2019 áprilisában. Egy videójáték-adaptáció 2018 novemberében jelent meg, de elérhetetlenné vált, miután 2020 márciusában lekapcsolták a szervereit. A drámasorozat színészeivel egy filmadaptáció is bemutatásra került 2019 májusában, majd a folytatása 2021 júniusában.

## Cselekmény
A Kakegurui a Hjakkaó Magánakadémián (私立百花王学園; Siricu Hjakkaó Gakuen; Hepburn: Shiritsu Hyakkaō Gakuen), egy előkelő elitiskolában játszódik, ami Japán leggazdagabb és legbefolyásosabb családjaiból jövő gyermekeknek ad otthont, sok jövőbeli vezetővel és szakemberrel a diákság körében. A tanulói hierarchiát azonban ebben az iskolában nem a tanulmányi vagy a sportteljesítmény határozza meg, hanem a szerencsejáték. A diákokat a Diáktanács pénzbeli hozzájárulásuk alapján rangsorolja, és egy bonyolult szerencsejáték-rendszert tart fent, amelyben a tanulók szabadon teszik fel tétként egymás ellen vagyonukat az órák után. Azok, akik nyernek, népszerűséget, presztízst és kapcsolatokat szereznek, míg azok, akik veszítenek és eladósodnak, rabszolgák lesznek és háziállatként bánnak velük (a lányok a „cicus” (ミケ; mike), a fiúk a „blöki” (ポチ; pocsi; Hepburn: pochi) gúnynevet kapják) és egy nyakba akaszthatós címkét kell viselniük megkülönböztetésként. Azok a háziállatok, akik nem tudják kiegyenlíteni adósságaikat az érettségiig, „életütemezést” kapnak, ami meghatározza jövőjüket, mialatt azért dolgoznak, hogy kifizessék adósságaikat.
A másodéves hallgató Dzsabami Jumeko első pillantásra egy gyönyörű, vidám és intelligens középiskolás lány, aki nemrég igazolt át a Hjakkaó Magánakadémiára, de legbelül egy kényszeres szerencsejátékos, aki egyszerűen csak az izgalom miatt játszik, ellentétben a többi hjakkaói diákkal, akik ezt anyagi vagy társadalmi haszonszerzés céljából teszik. A szabályoktól és a logikától mentesen, és kivételes megfigyelőképességével, hogy átlát ellenfele csalásán, gyorsan felborítja az iskola hierarchiáját, felhívva a Diáktanács, különösen annak elnökének, Momobami Kirarinak a figyelmét.

## Az animesorozat megszületése és az alkotói folyamat
Az animesorozat rendezője, Hajasi Júicsiró elmondta, hogy a Kakegurui korábbi munkáihoz képest 180 fokos fordulatot jelentett, mivel ebben a sorozatban a női szereplők dominálnak és a szerencsejátékról szól, nincs benne semmi akció. Kavamoto Homura mangaka folyamatosan részt vett a forgatókönyv-megbeszéléseken, és közösen hozták meg azt a döntést, hogy az első évad saját, mangától független lezárást kapjon, emellett a szerencsejátékokban járatlan Kobajasi Jaszuko forgatókönyvíró munkáját is segítette. Az első évad eredetileg eltervezett, mangán alapuló befejezésének történései a második évadban kaptak helyet. Hajasi elárulta, hogy legalább két westernfilm hatott az animére, ezen kívül az első évad utolsó epizódjában, amikor Jomozuki tarot-kártyákkal van körülvéve, tisztelgés Joker a Suicide Squad – Öngyilkos osztagban látható hasonló jelenete előtt, és azt, hogy Ikisima párnázott szobáját koszos börtönné varázsolják, a Fűrész filmsorozat ihlette. A manga adaptálásakor nagy figyelmet fordítottak a szereplők érzelemdús, valóságosabb arckifejezéseinek hű visszaadására. Hajasi az egyik legnehezebb feladatnak a cselekménysorok összeállítása mellett a környezet mozgóképként való visszaadását nevezte, a helyszíneket néhány eredeti elemmel is kiegészítették.

## Médiamegjelenések

### Manga
A mangasorozatot Kavamoto Homura írja és Naomura Tóru illusztrálja és a Square Enix Gangan Joker antológiájában jelenik meg 2014. március 22. óta. Az egyes fejezeteket 2021 októberéig tizenöt tankóbon kötetbe gyűjtve adta ki a Square Enix, az első kötet 2014. október 22-én, a tizenötödik 2021. október 21-én jelent meg. Észak-Amerikában a Yen Press licencelte a manga angol nyelvű kiadását, melyet a 2015-ös Anime Expón jelentettek be. Az első angol nyelvű kötet 2017. július 18-án, a tizenötödik 2022. október 4-én jelent meg.

#### Spin-offok

A Kakegurui Twin főszereplői az ONA-ban, középen Szaotome Mary

A Kakegurui Twin (賭ケグルイ 双－ツイン－; Kakegurui Cuin; Hepburn: Kakegurui Tsuin) mangasorozatot Kavamoto írja és Szaiki Kei rajzolja. A spin-off egy évvel a fő sorozat eseményei előtt játszódik, hogy Dzsabami Jumeko megérkezett volna a Hjakkaó Magánakadémiára. A sorozat középpontjában a cserediák Szaotome Mary áll, aki miután belép a Hjakkaó Magánakadémiára, megismeri az iskola szerencsejáték-rendszerét, és gyorsan alkalmazkodni kezd hozzá. Ez csak arra készteti Maryt, hogy behódoljon a szerencsejáték-mániának, s kimagasló képességeinek köszönhetően a figyelem középpontjába kerül. A Kakegurui Twin a Square Enix Gangan Joker antológiájában jelenik meg 2015. szeptember 19. óta. A manga fejezeteit tankóbon kötetekbe gyűjtve a Square Enix adta ki, az első kötetet 2015. december 22-én, és 2021. október 21-ig tizenkét kötet jelent meg. A manga angol nyelvű kiadásának jogait a Yen Press szerezte meg Észak-Amerikában.
A Kakegurui (Kakkokari) (賭ケグルイ（仮）) négypaneles vígjáték spin-off Kavamoto tollából és Kavamura Taku rajzolásában, 2016. december 22-én indult a Gangan Jokerben. A manga egyes fejezeteit tankóbon kötetekbe gyűjtve a Square Enix adta ki, az első kötetet 2017. június 22-én, és 2021. október 21-ig kilenc kötet jelent meg.
Egy másik spin-off, a Kakegurui Midari (賭ケグルイ 妄) a címszereplő Ikisima Midari történetére fókuszál, amelyet Kavamoto írt és Hiiragi Júicsi illusztrált. A Square Enix Manga UP! alkalmazásán futott 2017. február 21-től 2020. május 19-éig. A Square Enix a fejezeteket négy tankóbon kötetbe is összegyűjtötte.

### Anime
A MAPPA stúdió által animált televíziós animesorozat 2017. július 1. és 2017. szeptember 23. között került adásba a Tokyo MX, az MBS, a BS11, az RKB és a TVA csatornákon. A sorozatot Hajasi Júicsiró rendezte, a forgatókönyvet Kobajasi Jaszuko írta, Akita Manabu pedig a szereplők tervezéséért felelt. A sorozat zenéjét a Technoboys Pulcraft Green-Fund szerezte. A nyitótémát, a Deal with the Devil-t Tia, míg a LAYon-theLINE című zárótémát a D-Selections adja elő. A sorozat 12 epizódon keresztül futott. DVD-n és BD-n Japánban az Avex Pictures adta ki hat kötetben, kötetenként két epizóddal 2017. október 13. és 2018. március 9. között. A forgalmazási és vetítési jogait Japánon kívül, így Magyarországon is, a Netflix szerezte meg, míg az Egyesült Királyságban és Írországban az Anime Limited licencelte a sorozatot házi videózás céljából történő terjesztésre. A Sentai Filmworks 2021. november 30-án adta ki Blu-rayen, új angol szinkronnal.
A második évadot, Kakegurui ×× (賭ケグルイ××) címmel 2019. január 8. és 2019. március 26. között vetítette az MBS, a TVA, a Tokyo MX, az RKB és a BS NTV. A szereposztás és a stáb is visszatért a második évadra, Macuda Kijosi csatlakozott rendezőként Hajasi Júicsiró mellé. A második évad nyitótémája a Kono jubi tomare (コノユビトマレ; Hepburn: Kono yubi tomare) JUNNA előadásában, míg a záródal az AlegriA a D-selectionstől. A második évad is 12 epizódból áll. Japánban az Avex Pictures két Blu-ray gyűjteménykötetet adott ki hat-hat epizóddal 2019. május 17-én és 2019. június 28-án. Japánon kívül − így Magyarországon − a Netflix tette elérhetővé 2019. június 13-án, a magyar szinkront 2022 augusztusában aktiválták.

#### Spin-off
2021 novemberében jelentették be, hogy a Kakegurui Twin ONA-feldolgozást kap a MAPPA készítésében. A sorozatot Makita Kaori rendezte Hajasi Júicsiró vezető rendező mellett, a forgatókönyvet Murakosi Sigeru írta, a szereplőket Nii Manabu tervezte, míg a zenét a Technoboys Pulcraft Green-Fund szerezte. A 6 epizódból álló sorozat 2022. augusztus 4-én, a Netflixen vált elérhetővé világszerete, Magyarországon Kakegurui ikrek címmel, melyhez magyar szinkront is elérhetővé tettek. A zárótéma a Queens Bluff az Iristól, míg a nyitótéma instrumentális.

### Light novelek
Egy light novel Kakegurui Trip (小説賭ケグルイ悦; Kakegurui Torippu) címmel, Muno Hikaru (Kavamoto öccse) írásában és Naomura Tóru rajzolásában 2017. augusztus 22-én jelent meg a Square Enix kiadásában. A történet a Hjakkaó Magánakadémia tulajdonában lévő trópusi kaszinó üdülőhelyről szól, ahová Jumeko, Mary és Rjóta kirándulást tesznek. A mű egykötetes és 7 fejezetből áll.
|   | Cím            | Kiadás dátuma       | Író         | Illusztrátor | ISBN              |
| 1 | Kakegurui Trip | 2017. augusztus 22. | Muno Hikaru | Naomura Tóru | 978-4-7575-5450-4 |

Egy másik light novel, a Kakegurui Joker (小説賭ケグルイ戯; Kakegurui Dzsóká; Hepburn: Kakegurui Jōkā), amit szintén Muno írt és Naomura illusztrált, 2019. március 22-én jelent meg a Square Enix gondozásában. Az egykötetes, 7 fejezetből álló light novel történetének középpontjában Muraszame Amane és Village nevű csoportja áll, akik elutasítják a szerencsejátékot és a háziállat-rendszert az iskolában.
|   | Cím             | Kiadás dátuma     | Író         | Illusztrátor | ISBN              |
| 1 | Kakegurui Joker | 2019. március 22. | Muno Hikaru | Naomura Tóru | 978-4-7575-6066-6 |

### Élőszereplős sorozat
Egy japán televíziós drámaadaptációt először 2017. november 21-én jelentettek be. A drámát Hanabusza Cutomu rendezte, először az MBS vetítette 2018. január 14-től, majd a TBS Dramaism műsorblokkjában 2018. január 16-tól, 10 epizódon keresztül. A sorozat nyitódala a Re:versed Icsi ka bacsi ka (一か八か; Hepburn: Ichi ka bachi ka) című dala, míg a Strawberry Feels záró főcímdalt a BIGMAMA rockegyüttes adja elő. Miután az élőszereplős sorozatot 2018. január 14-én bemutatták Japánban, 2018. május elején elérhetővé vált a Netflixen az Egyesült Államokban és az Egyesült Királyságban, a japán Netflixen pedig 2018. július 2-án mutatták be. A drámát a Netflixen japán nyelven, angol, spanyol, kínai és thai felirattal tették elérhetővé 2018 májusában.
2019 januárjában jelent meg a BIGMAMA mummy mummy című dala a második évadhoz. Az Icsi ka bacsi ka (All or Nothing) nyitódalt a Passcode adja elő. A második évad premierje 2019. április 1-jén volt az MBS és a TBS csatornákon, és 5 epizódon keresztül futott. A Netflix kínálatában 2019 júliusában vált elérhetővé.

### Élőszereplős film
2018 augusztusában bejelentették, hogy 2019-ben mutatják be a Kakegurui élőszereplős filmadaptációját. A televíziós drámából ismert színészek visszatértek szerepeikhez, Hamabe Minami, mint a főszereplő Dzsabami Jumeko, illetve Takaszugi Mahiro, Morikava Aoi és Ikeda Elaiza, mint Szuzui Rjóta, Szaotome Mary és Momobami Kirari. A Kavai Hajato által rendezett és a GAGA Pictures által forgalmazott filmet hivatalosan 2019. május 3-án mutatták be Japánban.
2020. augusztus 29-én bejelentették, hogy az első film folytatását 2021-ben mutatják be, és Kavait a televíziós drámát rendező Hanabusza váltja a film rendezőjeként. A rendezés mellett Hanabusza a forgatókönyvet is írta Takano Minatóval közösen. A folytatásban is visszatértek a szerepeikhez a drámasorozat és az első film színészei. A bemutatója 2021. június 1-jén volt.

### Videójáték
2017. július 14-én kezdődött meg a regisztráció a Kakegurui: Cheating Allowed (賭ケグルイ チーティングアローングアローッ) videójáték hivatalos weboldalán, amelyet a Wizcorp és a Crossover fejlesztett ki iOS és Android rendszerekhez. 2017. december 28-án a játék hivatalos Twitter-oldalán közölték, hogy az eredeti megjelenést 2018. november 20-ra halasztották, hogy tökéletesítsék a játékmenetet, amely a mangában bemutatotthoz hasonló szerencsejáték-rendszert tartalmaz. 2020. március 27-én a szervereket hivatalosan bezárták, és a játék elérhetetlenné vált.

## Fogadtatás

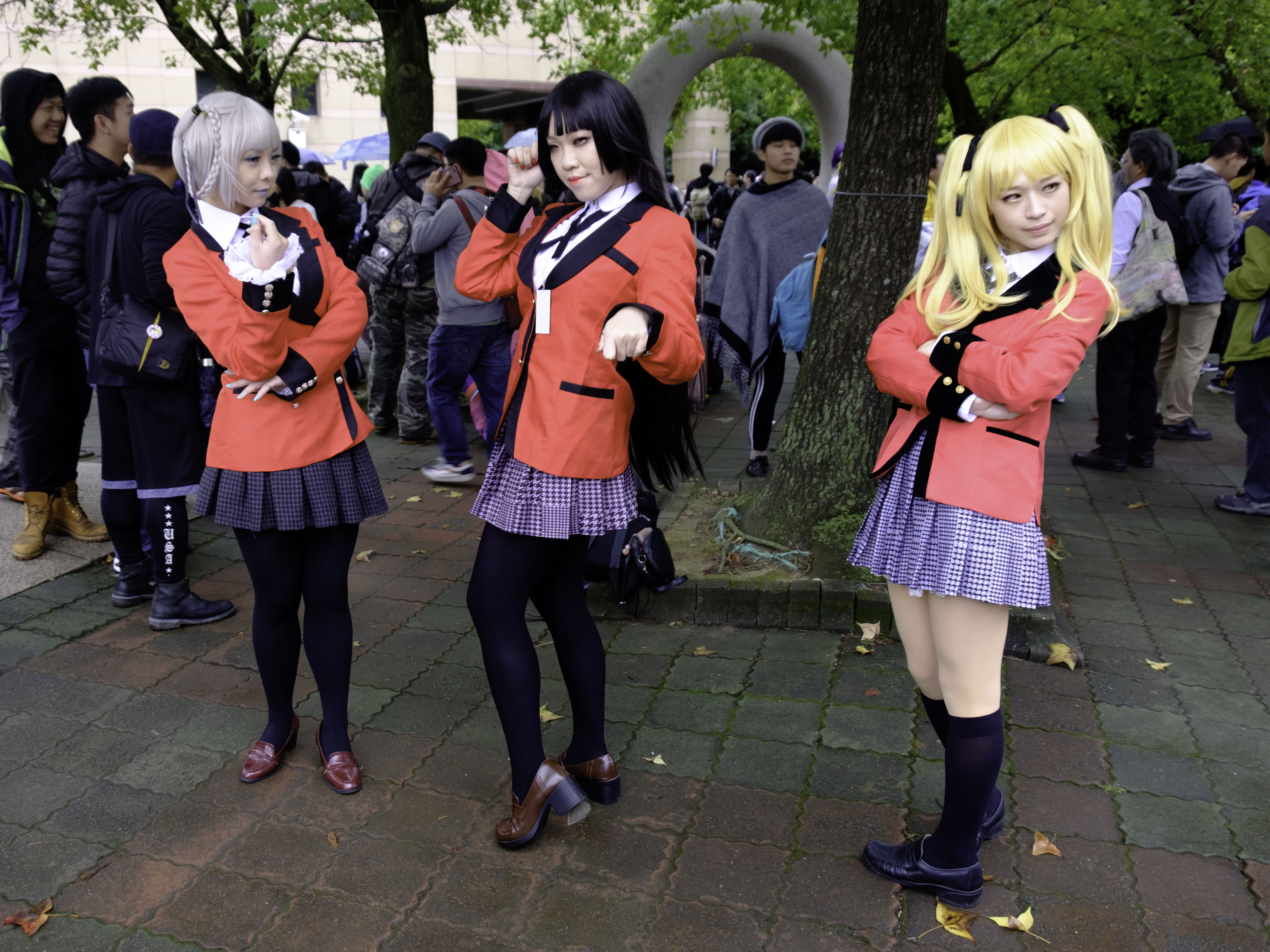
Kakegurui-szereplőknek öltözött cosplayesek a Comic World animetalálkozón

### A manga fogadtatása
2019 februárjáig 5 millió nyomtatott példányt adtak el a mangából, míg 2021 júliusáig a 6,2 milliót, 2022 júniusáig már a 6,8 milliót is meghaladta az értékesített példányok száma.
Rebecca Silverman az Anime News Networktől dicsérte a manga tempós történetmesélését és olvasmányosságát, kiemelve, hogy a rejtélyesség érzése javul a képregény előrehaladtával, a főszereplő Jumeko pedig érdekes karakter, annak ellenére, hogy a szerencsejáték izgalmán túl még mindig ismeretlenek az indítékai. Kritizálta viszont, hogy a fanservice időnként kínos, az iskolai kultúra túlzottan mérgező, a rajzolás pedig helyenként túl sötét.
Shaenon K. Garrity az Otaku USA-tól megjegyezte, hogy a Kakegurui Twin tökéletes manga „azoknak az olvasóknak, akiket egyformán érdekel a bevezető játékelméleti matematika és a kink”.

### Az anime fogadtatása

#### Kakegurui
Kim Morrissy (Anime News Network) az anime kritikájában elmondta, hogy a Kakegurui címét gyakran úgy fordítják, hogy „Kényszeres szerencsejátékos” (Compulsive Gambler), de találóbb fordítás lehet a „Szerencsejáték az őrületbe” (Gambling into Madness), mert „szinte minden megnevezett karakter meg van szállva egyfajta őrült, mániákus energiával, ami vagy abszolút kétségbeesésbe vagy eufóriába kergeti. A szereplők szadista örömmel nézik, ahogy ellenfeleik feszengnek, arckifejezésük időnként már-már rémisztő.” Morrissy szerint a sorozat jól működik thrillerként, a történet izgalmas és tele adrenalinnal. Dicsérte a zenét és a hangtervezést, és külön méltatta Hajami Szaori alakítását Jumekóként. Kritikával illette, hogy a bemutatott játékok alapszintűek és kevéssé változatosak, a történések pedig néha megjósolhatók.
Theron Martin (Anime News Network) szerint nem teszi hihetővé a történetet sem a helyszín, sem az, hogy a diákok képtelenül magas pénzösszegekkel játszanak, s emellett furcsának találta, hogy egy iskolából szinte teljesen hiányoznak a felnőtt szereplők (tanárok). Úgy gondolja „a sorozat sokkal inkább a szenzációhajhászásról szól, mint a cselekményről vagy a karakterfejlődésről”. Martin összességében dicsérte „a lenyűgöző látványt, a magával ragadó feszültséget és a remek főcímdalokat”, s véleménye szerint a néhány abszurd, sőt felkavaró aspektus, valamint a főszereplő fejlődésének hiánya ellenére a Kakegurui szórakoztató módon adja át a tinédzserek közötti nagy téttel bíró szerencsejátékot.
Az Anime UK News szerint a Kakegurui „teljesen szégyentelen a fanserviceben”, bár nem annyira, mint a Queen’s Blade vagy a Boszorkánykard, de „szereti a közeli képeket a nagy mellű hölgyeiről, és kirakatba teszi az egyenruhájuk részét képező rövid szoknyát”. Hozzáteszi, hogy azért élvezetes a sorozat, mert „nem kezeli finomkodva a szerencsejáték negatív hatásait, és végképp nem kér bocsánatot kíméletlenül pszichotikus szereplői és nevetséges előtétele miatt”. Előbbi kapcsán dicsérte a vizuális ábrázolást, mint a szereplők szemében a szerencsejáték izgalmától kipattanó ereket, melyet rendkívül kellemetlen nézni, de egy „nem túl kifinomult módja annak, hogy elmondja a közönségnek, a szerencsejáték a legrosszabbat hozza ki az emberekből”. Pozitívan vélekedett a sorozat zenéjét jellemző dzsessz stílusról, ezen kívül dicsérte a nyitányt és a záró képsorokat. Az Anime UK News a második évad kritikáját így összegzi: „a Kakegurui ×× ugyanazokat az elemeket tartalmazza, amelyek a Kakeguruit eleve élvezetté tették; őrült fanservice, kreatív játékok, nagy energia és megbotránkoztató szereplők”. Hozzáteszi azonban, hogy a történet és a tempó „nem olyan erős”, mint az első évadban és hiányzik a kielégítő befejezés. Az első évaddal ellentétben a második évad zenéjét már nem találta annyira megnyerőnek.
A Collider negatív értékelést adott a Netflixen megjelent animesorozat első évadáról, bár megjegyezte, hogy a szerencsejátékok és a szexualizált karakterek rajongóinak szól. Az anime első évadával kapcsolatban a Goomba Stomp azt írta, hogy „a Kakegurui néha buta, gyakran mámorító anime, aminek mindene megvolt valami igazán különlegest alkotni… a hiányosságaitól függetlenül a Kakeguruit már csak a lebilincselő szerencsejáték miatt is érdemes megnézni.”
A Mondo magazin szerint a Kakegurui azért szerethető, mert: „Fittyet hány a klasszikus szerencsejáték animék dramaturgiájára. Hol humorizál vele, hol parodizálja azt, és inkább a pszichopata őrültekre fókuszál, mintsem az észszerűségre. És ez teljesen jól áll neki. A grafika éppen ezért kellően elborult, a zene rettentően kimagasló […]”.

#### Kakegurui ikrek
A Kakegurui ikrek kapcsán az Anime UK News dicsérte az újonnan bemutatott szereplőket, és a mentalitásában és céljaiban más főszereplőt, akinek köszönhetően a fő sorozattól eltérő élményben lehet része a nézőnek. A kritikus szerint összességében „egy szórakoztató, gyors visszaugrás az általunk ismert és szeretett szerencsejáték iskolájába”. Alan Sahbegovic, a Sportskeeda munkatársa dicsérte az animét, és kijelentette: „Erősségei elég jók ahhoz, hogy érdemes legyen megnézni a sorozatot, még akkor is, ha valaki esetleg nem látta az eredeti sorozatot, amelyen ez a spin-off alapul.” A Sorozatjunkie is pozitívan írt a sorozatról, kiemelve a látványvilágát és a játékokat, ahol „a legegyszerűbb kockadobálás is iszonyat izgalmas” a túlzott drámaiságnak, a beállításoknak, a zenei aláfestésnek és, hogy a néző csak találgathat, miként fog győzelmet aratni a főhősnő. A sorozat erősségének nevezi „a folyamatos perverzitást, ahogy minden karakter viszonyul a hatalmi harcokhoz, vagy csak magához a játék élvezetéhez”, azonban úgy vélekedik, hogy a szereplőgárda a fő sorozatban erősebb, mivel az Ikrekben a főszereplőt leszámítva nincs idő őket elmélyíteni.